# Frederic Chiu
Frederic Chiu (Ítaca, 20 de octubre de 1964) es un pianista de música clásica estadounidense de origen chino.

## Formación
Chiu estudió música con William Eltzroth en la Universidad Butler de Indianápolis y con Karen Shaw en la Universidad de Indiana. Después continuó su formación musical en Nueva York en la Juilliard School, con Abbey Simon. También estudió con Aube Tzerko, Marvin Wolfthal y Marian Rybicki. Durante sus años de formación, ganó numerosos concursos de piano, incluido el Concurso de Piano Frédéric Chopin de la Fundación Kosciuszko y el Concurso de la Asociación Nacional de Profesores de Música, ambos en 1984. Al año siguiente obtuvo una beca de la Asociación de Pianistas Estadounidenses (anteriormente conocida como Fundación de la Asociación Beethoven). Mucho más tarde recibió el Premio Petschek de la Juilliard School en 1994, lo que le llevó a actuar en un recital en el Alice Tully Hall del Lincoln Center de Nueva York. También recibió la Beca Profesional Avery Fisher en 1996.

## Carrera
Tras sus estudios se trasladó a Francia, donde vivió durante doce años. Comenzó en 1991 con la publicación de un programa de transcripciones para piano grabadas por el sello Harmonia Mundi. Siguió con un importante proyecto de grabación de las sonatas para piano completas de Serguéi Prokófiev. Su repertorio grabado también incluye a Mendelssohn, Rossini, Chopin, Liszt, Grieg, Brahms, Ravel, Decaux, Schönberg, Schubert y Saint-Saëns. Grabó la transcripción para piano de Liszt de la Quinta Sinfonía de Beethoven. En 2015, lanzó la primera grabación de piano clásico en el sello Distant Voices de Yamaha Entertainment Group, con la música para piano de Claude Debussy y del compositor chino Gao Ping. La grabación más reciente de Frederic Chiu se titula "Himnos y derviches" e incluye una selección de obras de Gurdjieff/Hartmann, inspiradas en Oriente Medio, publicada por Centaur Records.
En 1993, participó en el Concurso Van Cliburn, donde su exclusión de la final provocó una enorme repercusión mediática.  Invitado cada vez más a menudo a tocar en los Estados Unidos, finalmente decidió volver a vivir allí.
Sus actuaciones han incluido conciertos con la BBC Concert Orchestra y la BBC Scottish Symphony Orchestra, la Sinfónica de Indianápolis, la Sinfónica de Kansas City, la Filarmónica de Dayton, la Sinfónica de Hartford, la Orquesta de Bretaña, la Orquesta Sinfónica de China y la Sinfónica de Taipei. Ha ofrecido recitales en muchas ciudades importantes de Europa, Asia, Norte de África, Sudamérica y Norteamérica. En música de cámara, da frecuentemente conciertos con su viejo amigo, Joshua Bell. Otros artistas que han colaborado con Chiu incluyen el Saint-Laurent Quartet, el Shanghai Quartet, el Dédale Quartet, el violonchelista Gary Hoffman, el violinista Pierre Amoyal y el clarinetista David Krakauer.
Ha impartido clases magistrales en universidades y escuelas de música de todo el mundo, como la Juilliard School, el Conservatorio de Nueva Inglaterra, la Jacob School of Music de la Universidad de Indiana. Frederic Chiu también creó una serie de talleres titulados "Profundización en los estudios de interpretación" (originalmente llamados Deepening Piano Studies), un acercamiento al arte de tocar el piano a través de métodos no tradicionales, uniendo diferentes filosofías de la música, la interpretación y el aprendizaje.
En 2000, Chiu fue miembro del jurado del Concurso Amateur de Fort Worth, Texas. También formó parte del jurado del Concurso Liszt en Utrecht, de la E-competition, de la Asociación de Pianistas Americanos y del Concurso Mundial de Piano en Cincinnati.
Chiu también es codirector de Beechwood Arts, una organización sin fines de lucro que tiene como objetivo cambiar la forma en que se crea y experimenta en las artes, a través de un programa personalizado, basado en eventos innovadores e inmersivos. Esto incluye eventos de inmersión que combinan música, arte, performance, cine y cocina, centrados en un evento temático común, así como Gastronomía+Arte, que combina experiencias gastronómicas de alto nivel y exposiciones de arte.
Chiu es un artista de Pianos Yamaha. En 2014 celebró su 25 Aniversario como Artista Yamaha con diversos eventos, incluidos conciertos en el Festival de Newport  y en Nueva York en el Miller Theatre. Ha participado notablemente en el desarrollo de nuevos productos Yamaha, como la línea de pianos de cola CFX,  Disklavier Mark IV, DisklavierTV, el teclado PSR-OR700, GranTouch, AvantGrand y Yamaha Entertainment Group de Yamaha y del Sello discográfico Distant Voices. Fue el primer artista clásico en grabar para Yamaha Entertainment Group, en 2015, con el lanzamiento de Distant Voices, disponible en los tres formatos: CD de audio, DVD de vídeo y DisklavierTV.